# Arthur Miller (fotógrafo)
Arthur Miller (Roslyn, 8 de julho de 1895 — Los Angeles, 13 de julho de 1970) é um diretor de fotografia estadunidense. Venceu o Oscar de melhor fotografia em três ocasiões: por How Green Was My Valley, The Song of Bernadette e Anna and the King of Siam.